# Rhododendron groenlandicum
Rhododendron groenlandicum, cvjetnica iz porodice vrjesovki. To je grm koji naraste obično do 50 centimetara visine s vazdazelenim listovima raširen po sjeveru Sjeverne Amerike i Grenlandu.
Biljka je ljekovita ali i otrovna, a listovi su joj mirisavi. Koriste je mnoga indijanska plemena Kanade i sjevera SAD-a (Hoh, Quinault, Quileute, Clallam, Makah, Potawatomi, Iroquois), te su proširili njezinu upotrebu i među bjelačko stanovništvo. Od mirisih listova kuha se čaj.
Sadrži toksične alkaloide za koje se zna da su otrovni za stoku, osobito za ovce (Pojar i MacKinnon 1994).

## Sinonimi
- Ledum canadense Lodd.
- Ledum groenlandicum Oeder
- Ledum latifolium Jacq.
- Ledum palustre Michx.
- Ledum palustre subsp. groenlandicum (Oeder) Hulten
- Ledum palustre var. latifolium (Jacq.) Hook.

- R. groenlandicum
- R. groenlandicum
- R. groenlandicum

## Vanjske poveznice
- U.S. National Plant Germplasm System